# Елен Колева
Елена Николаева Колева е българска актриса.

## Биография
Родена е на 31 март 1984 г. Завършва НАТФИЗ през 2007 г., специалност „Актьорско майсторство за драматичен театър“ в класа на Димитрина Гюрова. Още по време на следването си се снима в редица късометражни и пълнометражни филми – „Последната спирка“, „Ден и нощ“, „Църква за вълци“ (12-сериен филм), „Карго“, „Аварийно кацане“. Ролята, която я изстрелва към успеха, е във филма „Шивачки“, с която печели награда за най-добра българска актриса през 2007 г.
Преди година открива влечението си към гмуркането и завършва курс за водолази. Преминала е обучение и в музикална школа с профил „пиано“. В продължение на 14 години е танцувала класически и модерен балет, а нейната танцувална страст е фламенкото.
Първата ѝ изява като водеща е в Lord of the Chefs. През пролетта на 2013 г. участва в третия сезон на шоуто Dancing Stars. Тя си партнира с професионалиста Калоян и накрая на Dancing Stars. Елен завършва на трето място в състезанието. 
Дублира във филмовата поредица „Хотел Трансилвания“, „Сами вкъщи“ и „Малката стъпка“.
През последните няколко години тя се изявява като терапевт и космоенергетик под името Елена Калевска.

## Филмография
- 2004 – „Църква за вълци“ – Мая, дъщеря на Йордан
- 2007 – „Шивачки“ – Елена
- 2008 – „Забранена любов“ – София Йорданова, бивша проститутка
- 2010 – „Аварийно кацане“ (тв)
- 2012 – „Чужденецът“ – Учителка по френски